# Henri Martin (homme politique, 1903-1945)
Pour les articles homonymes, voir Henri Martin et Martin.
Henri Jean Eugène Martin est un vigneron et homme politique français né le 15 février 1903 à Hautvillers, dans la Marne, et mort en déportation le 9 mai 1945 à Mauthausen, en Autriche. 

## Biographie
Henri Martin est élu maire d'Hautvillers en 1934, puis conseiller général en 1937. Il est candidat pour la SFIO aux élections législatives de 1936 dans l'arrondissement d'Épernay. Il arrive en tête du premier tour avec 34,88 % des voix (7 545 suffrages) devant M. Collard de l'Union républicaine démocratique à 25,59 %. Il le bat au second tour avec 53,57 % des votes, soit 11 618 voix. Son action au sein de la Chambre est principalement tournée vers la défense du vignoble de Champagne. Il élabore notamment le projet d'un « Office régional du vin de Champagne », libéré de la tutelle de l’État, qui n'aboutira cependant pas.
Il vote les pleins pouvoirs au maréchal Pétain le 10 juillet 1940. Mais lorsqu'il rentre à Hautvillers, à la suite de sa démobilisation, il retrouve son domicile pillé. Il est déchu de sa fonction de premier magistrat de sa commune en 1943, du fait de son appartenance au Parti socialiste clandestin et à la franc-maçonnerie. Il entre alors dans la Résistance. Il est arrêté par les Allemands en 1944 puis déporté à Mauthausen, où il meurt cinq jours après la libération du camp. Le 10 février 1945, il est pourtant élu membre d'honneur du Syndicat général des vignerons reconstitué, puisqu'on s'attend alors à son retour,. Il est officiellement « mort en déportation ».